# Gli amici dell'isola
Gli amici dell'isola è un mediometraggio documentario del 1961 diretto da Massimo Pupillo.